# Festival Internacional de Cine Invisible "Film Sozialak" Bilbao

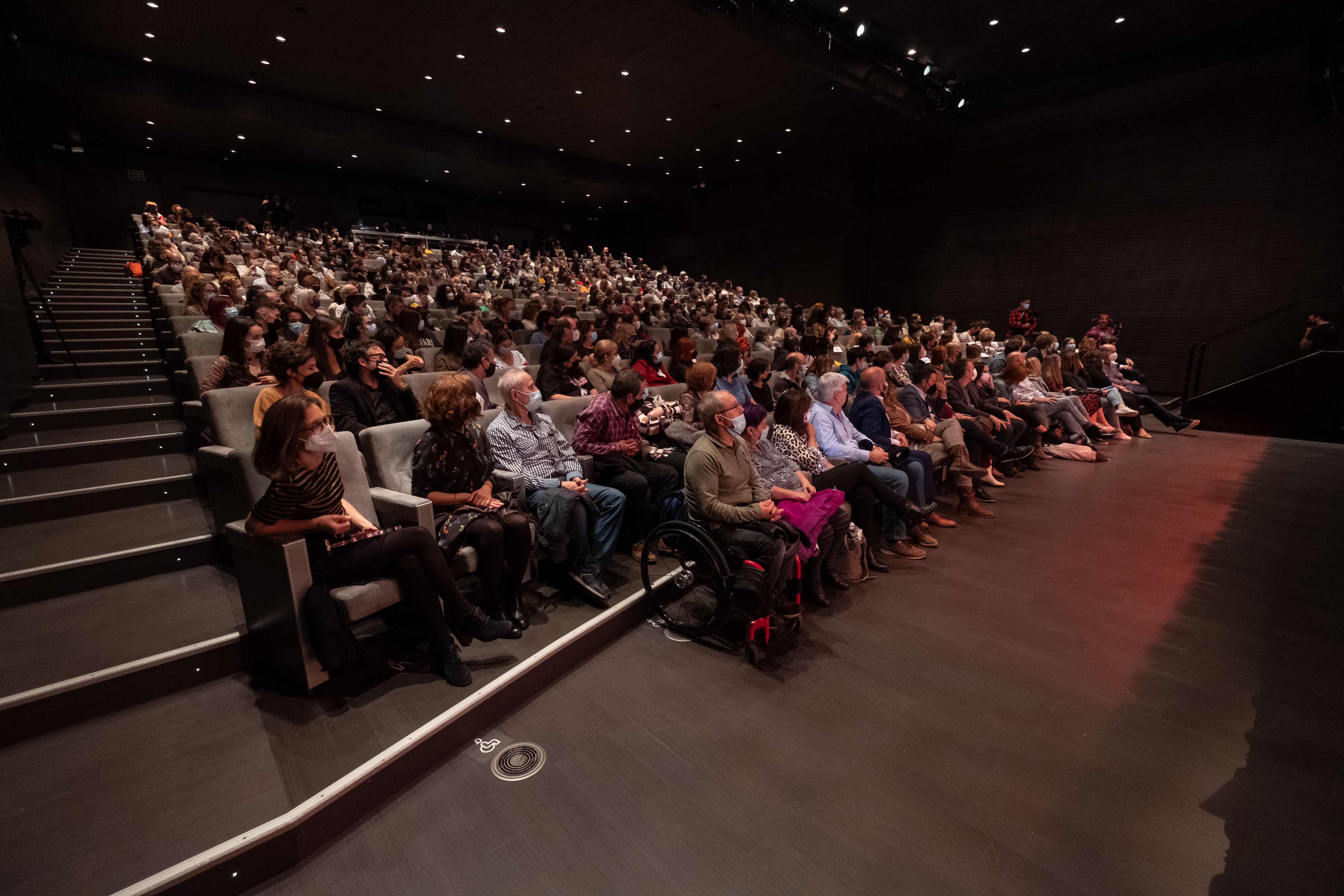
Gala de clausura del 13º Festival Internacional de Cine Invisible "Film Sozialak" 2021

El Festival Internacional de cine Invisible "Film Sozialak" Bilbao es un festival de cine organizado por la Organización no Gubernamental de Cooperación al Desarrollo: Kultura, Communication y Desarrollo, KCD ONGD  con sede social en Baracaldo, Vizcaya. El Festival muestra realidades sociales como la falta de equidad entre géneros, las violaciones a los derechos humanos, la injusticia social, la interculturalidad tan presente hoy en día en nuestra sociedad, la solidaridad, la cooperación y el respeto al medio ambiente y a la gente con proyectos de Desarrollo Sostenible. Cuestiones que afectan a millones de personas y que suelen estar marginadas en las pantallas convencionales. 
También pretende ser un reconocimiento para todas aquellas personas que han optado por involucrarse y convertirse en portavoces audiovisuales de las causas y necesidades de las diferentes comunidades y que ponen su trabajo de comunicación al servicio de un Desarrollo Humano Equitativo y Sostenible.
El Festival es el elemento vertebrador del trabajo llevado a cabo desde  Kultura, Comunication y Desarrollo “KCD”, trabajo que se divide en 5 ejes de acción:
1. Crear espacios alternativos de difusión y promoción de materiales audiovisuales de carácter social que inviten a la ciudadanía a la reflexión y a tomar conciencia sobre los diferentes problemas que afectan al mundo.
2. Generar contactos, redes y proyectos que vinculen a personas y organismos que trabajan en el área de la comunicación para el desarrollo en diferentes partes del mundo.
3. Hacer visibles las desigualdades de género a través del audiovisual y fomentar el empoderamiento de las mujeres en los medios de comunicación. Realizar acciones positivas para la igualdad entorno al Festival de Cine Invisible “Film Sozialak”, talleres de formación audiovisual dirigidos a mujeres, la Caravana de Cine realizado por mujeres en El Cairo, Egipto y en Bilbao.
4. Crear espacios alternativos de formación y capacitación en el ámbito de la cultura, la comunicación y el desarrollo.
5. Buscar financiación para proyectos de ámbito internacional que están vinculados a la cultura, la comunicación y el desarrollo, como son los llevados a cabo por las organizaciones Ojo de Agua Comunicación Indígena  de Oaxaca, México; la Fundación Luciérnaga  en Nicaragua; la Editorial de la Mujer en Cuba y el Festival Internacional de Cine de Mujeres  del El Cairo, Egipto.

## Historia del Festival
Desde el año 2009 el Festival se dedicada a mostrar un cine repleto de compromiso social y una rica diversidad. En poco tiempo se ha convertido en una cita indispensable para todas aquellas personas que tienen interés en conocer o quieren explorar cuestiones relacionadas con la Cooperación para el Desarrollo, los Derechos Humanos, la Equidad de Género, la interculturalidad, la solidaridad, etc. En su última edición el Festival alcanzó un público de 11.566 personas, de éstas 3.900 fueron estudiantes y profesorado de centros educativos de secundaria. Cabe destacar además que el Festival busca la paridad entre hombres y mujeres transversalmente, especialmente asegurando que las proyecciones de realizadoras y realizadores se hacen de manera equitativa.
La decimocuarta edición se celebrará del 13 al 20 de octubre de 2022 en más de 20 sedes repartidas entre Bilbao, Baracaldo, Erandio, Portugalete, Munguía, Yurreta, Lejona, Guecho, Guernica, Sestao, Galdácano, Elorrio y Vitoria. 14 de estas sedes son Centros de educación secundaria y/o formación profesional. 
Lugares de proyección: 
1. Auditorio de La Alhóndiga de Bilbao
2. Cines Golem, Bilbao
3. Centro comercial FNAC, Bilbao
4. IES Mungia BHI, Vizcaya
5. IES Ballonti BHI de Portugalete, Vizcaya
6. CIFP Tartanga LHII, Erandio, Vizcaya
7. CIFP Iurreta LHII, Vizcaya
8. IES Ibarrekolanda BHI de Bilbao
9. CIFP Nicolás Larburu LHII, Baracaldo
10. IES Artaza-Romo BHI, Lejona
11. IES Aixerrota BHI, Guecho
12. CIFP Txurdinaga LHII, Bilbao
13. CIFP Elorrieta-Erreka Mari LHII, Bilbao
14. IES Saturnino de la Peña BHI, Sestao
15. IMFPB Bituritza OLHUI, Baracaldo
16. IES Bengoetxe BHI, Galdácano
17. IES Gernika BHI
18. Muxikebarri - Centro de arte, cultura y congresos de Guecho
19. Zirkodoama, Baracaldo
20. Aula de la Experiencia de la UPV, Bilbao
21. Hala Dzipo, Escuela de Música Tradicional, Baracaldo
22. Arriola Antzokia, Elorrio, Vizcaya
23. Torrebillea Aretoa, Munguía
24. Cines Florida, Vitoria
25. EHU/UPV Sarriko, Bilbao
26. Universidad de Deusto, Bilbao

## Premios
La dotación de premios de la decimocuarta edición del Festival para el año 2022 asciende a 16.500 euros repartidos entre las siguientes categorías:
1. SOSTENIBILIDAD
2. DERECHOS HUMANOS
3. EQUIDAD DE GÉNERO
4. MEJOR OBRA REALIZADA POR UNA MUJER
5. INTERCULTURALIDAD
6. EDUCACIÓN EN VALORES
7. MEJOR OBRA REALIZADA EN EUSKERA
8. PREMIO DEL PÚBLICO
9. PREMIO CINE INVISIBLE

También están el “Premio Invisible Express” y “Público del Invisible Express” actividad dirigida a las alumnas y alumnos de la Universidad del País Vasco UPV/EHU.